# Javier Pérez Royo

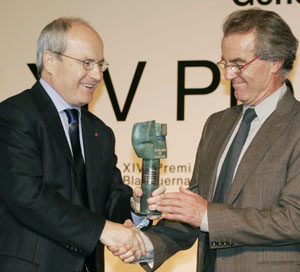
Der katalanische Präsident übergibt Javier Pérez Royo den Blanquerna Preis 2007.

Javier Pérez Royo (* 11. September 1944 in Sevilla) ist ein spanischer Verfassungsrechtler und Hochschullehrer an der  Universität von Sevilla. Außerdem kommentiert er politische und verfassungsrechtliche Themen in verschiedenen spanischen Medien, besonders auf ElDiario.es.

## Leben

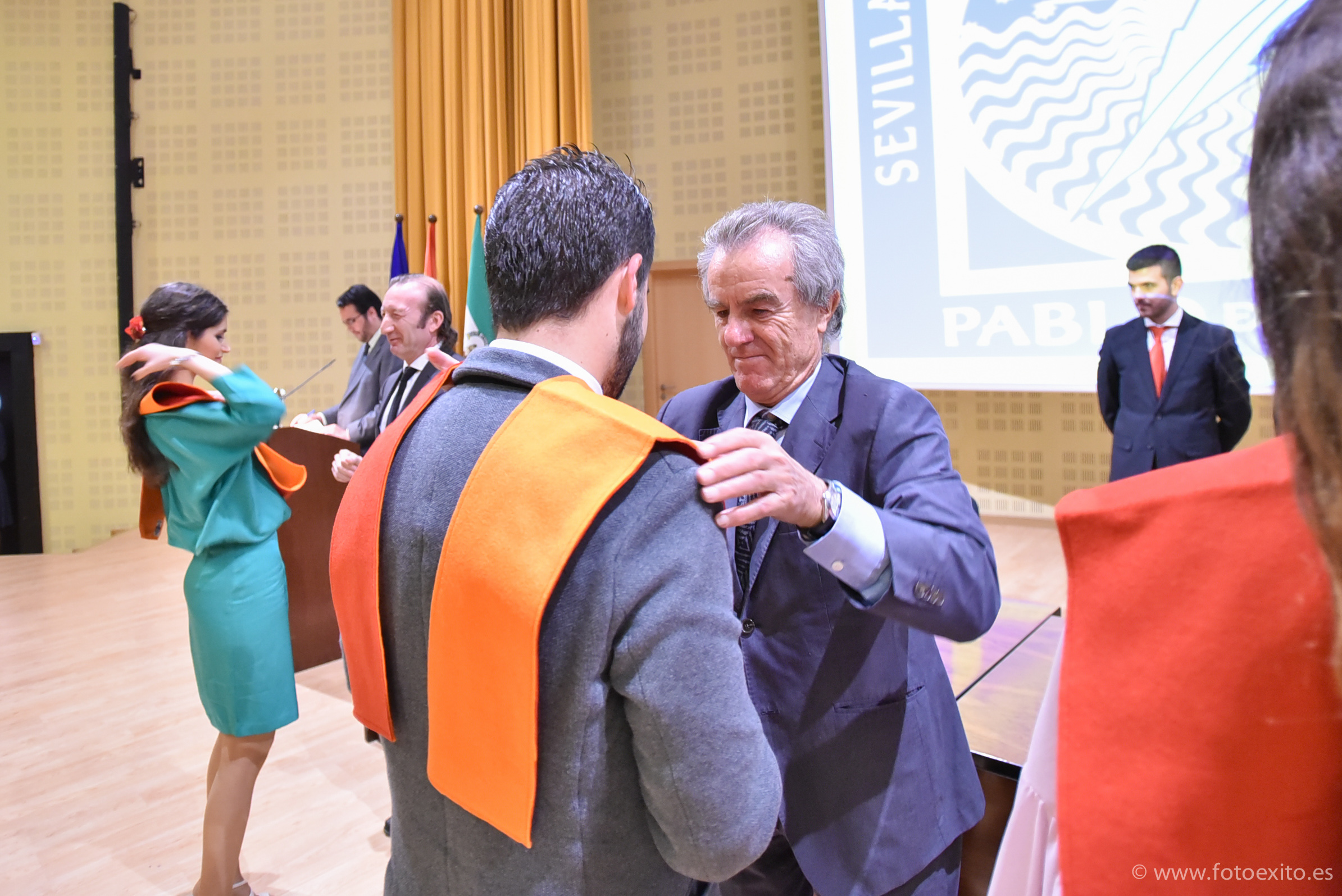
Javier Pérez Royo bei der Verleihung der Abschlüsse in Politik und Recht

Javier Pérez Royo ist der Bruder von Fernando Pérez Royo und studierte auch Rechtswissenschaften an der Universität Sevilla, allerdings mit dem Schwerpunkt auf dem Verfassungsrecht und promovierte dort auch. An der Universität Sevilla selbst begann er 1966 seine Lehrtätigkeit. Zu seinen Kommilitonen gehörte auch der spätere Ministerpräsident Felipe González. Er absolvierte ab 1967 bis 1972 verschiedene ergänzende Studien an der Universität Tübingen, University of Minnesota und dem Max-Planck-Institut. Nach seiner Rückkehr aus den USA wurde er wie sein Bruder Fernando Mitglied der PCE, die er nach den Auseinandersetzungen mit Santiago Carillo 1981 wieder verließ. Er blieb allerdings immer dem universitären Leben verhaftet. Von 1988 bis 1992 war er Rektor  der Universität von Sevilla und Präsident der spanischen Rektorenkonferenz.
Er war Mitglied der Redaktionskommission des Autonomiestatuts von Andalusien und nahm auch an der Ausarbeitung des Autonomiestatuts von Katalonien von 2006 teil. Er ist ein regelmäßiger Kommentator für die Zeitungen El País, El Periódico de Catalunya, ElDiario.es und Cadena SER und schreibt auch regelmäßig Beiträge für Meinungskolumnen in der gedruckten Presse wie La Vanguardia, El Punt, Diario de Barcelona, Revista de Girona, Jano, El 9, Avui, El Periòdic d’Andorra, Serra d’Or; im Radio (Catalunya Ràdio und COM Ràdio); und im Fernsehen (BTV, TV3).
Zudem ist er Autor zahlreicher verfassungsrechtlicher Arbeiten.
2015 hatte der 72-Jährige ein Angebot von Podemos, in ihren Reihen als Kandidat für Sevilla an den Parlamentswahlen teilzunehmen. Aus persönlichen Gründen hat er diese Möglichkeit einer späten politischen Karriere letztlich doch verworfen.

## Auszeichnungen
- Premio Blanquerna (Blanquerna Preis) der katalanischen Regierung 2007
- Medalla de Oro de la Junta de Andalucía (Goldmedaille der Andalusischen Regierung)
- Medalla de Oro del Parlamento de Andalucía (Goldmedaille des Andalusischen Parlaments).[4]

- Cruz de Sant Jordi (Kreuz des Heiligen Jordi) 2009, für seine der katalanischen Unabhängigkeitsbewegung geleisteten Dienste.

- Premio Alfonso Comín (Preis Alfonso Comín) 2019 zusammen mit José Antonio Martín Pallín

## Wichtigste Werke
- Javier Pérez Royo, Las fuentes del Derecho. Tecnos. Madrid (1984).
- ders., Terrorismo, democracia y seguridad, en perspectiva constitucional. Marcial Pons. Madrid 2010, ISBN 978-84-9768-772-0
- ders., Consideraciones  sobre  la  reforma  de  la  estructura  del  Estado.  Reforma  del Estatuto de Autonomía para Andalucía. Sevilla 2005, ISBN 84-88652-24-0
- ders., Tribunal Constitucional y división de poderes. Madrid 1988, ISBN 978-84-309-1607-8
- ders., La Reforma de la Constitución. In: Revista de Derecho Publico 22 (1986)
- ders., Regulation en el Estatuto de Cataluña de  la Participación de  la Generalitat en  las Instituciones  y  Políticas  Estatales.  Estudios  Sobre  la  Reforma  del  Estatuto. Institut d’Estudis Autonòmics. Barcelona 2004
- ders., La reforma constitucional inviable, Libros La Catarata, 2015, ISBN 978-84-9097-055-3
- ders., Manuel Durán,  Curso de Derecho Constitucional, 17ª ed., Marcial Pons, Madrid 2021, ISBN 978-84-9123-561-3
- ders.,  La Constitución explicada a mi nietas: Las claves para conocer nuestros derechos y ser más libres, Barcelona 2020, ISBN 978-84-663-5285-7